# 34 Batalion Łączności
34 batalion łączności (34 bł) – pododdział łączności Wojska Polskiego (JW Nr 2869 i 2920).
Batalion sformowany został w 1949 na bazie 34 kompanii łączności w garnizonie Żary, w składzie 11 Dywizji Piechoty Zmotoryzowanej według etatu 5/48. W październiku 1950 jednostka dyslokowana została do garnizonu Żagań.

## Struktura organizacyjna
- dowództwo
- kompania dowodzenia
- kompania telefoniczno-kablowa
- kompania szkolna
- warsztaty i magazyn techniczny

Stan osobowy liczył 302 żołnierzy (etat 5/48).